# ジェイ・エマニュエル＝トーマス
ジェイ・エマニュエル＝トーマス（Jay Emmanuel-Thomas、1990年12月27日 - ）は、イングランド・ロンドンニューアム区出身のプロサッカー選手。リヴィングストンFC所属。ポジションはFW。

## 経歴
母親はセントルシア人、父親はドミニカ人。父親のチームでプレーしているところをアーセナルFCのスカウトに見出され、8歳でアーセナルFCのアカデミーに入団。16歳の時にはU-18チームでキャプテンを務めた。2008年夏にクラブと最初のプロ契約を締結。2010年1月24日、FAカップ4回戦のストーク・シティFC戦でトップチームデビュー。10月13日のチェルシーFC戦で81分からジャック・ウィルシャーとの交代で途中出場しプレミアリーグデビュー。
2011年7月26日、チャンピオンシップのイプスウィッチ・タウンFCに完全移籍。

## 所属クラブ
- アーセナルFC 2008-2011

→ ブラックプールFC 2009 (loan)
→ ドンカスター・ローヴァーズFC 2010 (loan)
→ カーディフ・シティFC 2011 (loan)
- イプスウィッチ・タウンFC 2011-2013
- ブリストル・シティFC 2013-2015
- クイーンズ・パーク・レンジャーズFC 2015-2018

→ ミルトン・キーンズ・ドンズFC 2016 (loan)
→ ジリンガムFC 2016-2017 (loan)
- PTTラヨーンFC 2019
- リヴィングストンFC 2020-

## タイトル
ブリストル・シティ
- フットボールリーグ1: 2014–15
- フットボールリーグトロフィー: 2014–15